# هيثر ميتس
هيثر ميتس (Heather Mitts) هي لاعبة أولمبية لرياضة كرة القدم من الولايات المتحدة. شاركت في الأولمبياد الصيفي في 2004–2012، وفازت بما مجموعه 3 ميداليات.

## الميداليات
| ذهب | فضة | برونز | المجموع |
| 3   | 0   | 0     | 3       |

## روابط خارجية
- هيثر ميتس على موقع الاتحاد الدولي (مؤرشف)  (الإنجليزية)
- هيثر ميتس على موقع الاتحاد الأوربي (الإنجليزية)
- هيثر ميتس على موقع قاعدة بيانات كرة القدم.إي يو (الإنجليزية)
- هيثر ميتس على موقع Soccerway.com (الإنجليزية)
- هيثر ميتس على موقع أوليمبيديا (الإنجليزية)